# Patsy Touhey
Patrick James (Patsy) Touhey (Loughrea, februari 1865 – New York, 10 januari 1923) was een Iers-Amerikaanse bespeler van de uilleann pipes.

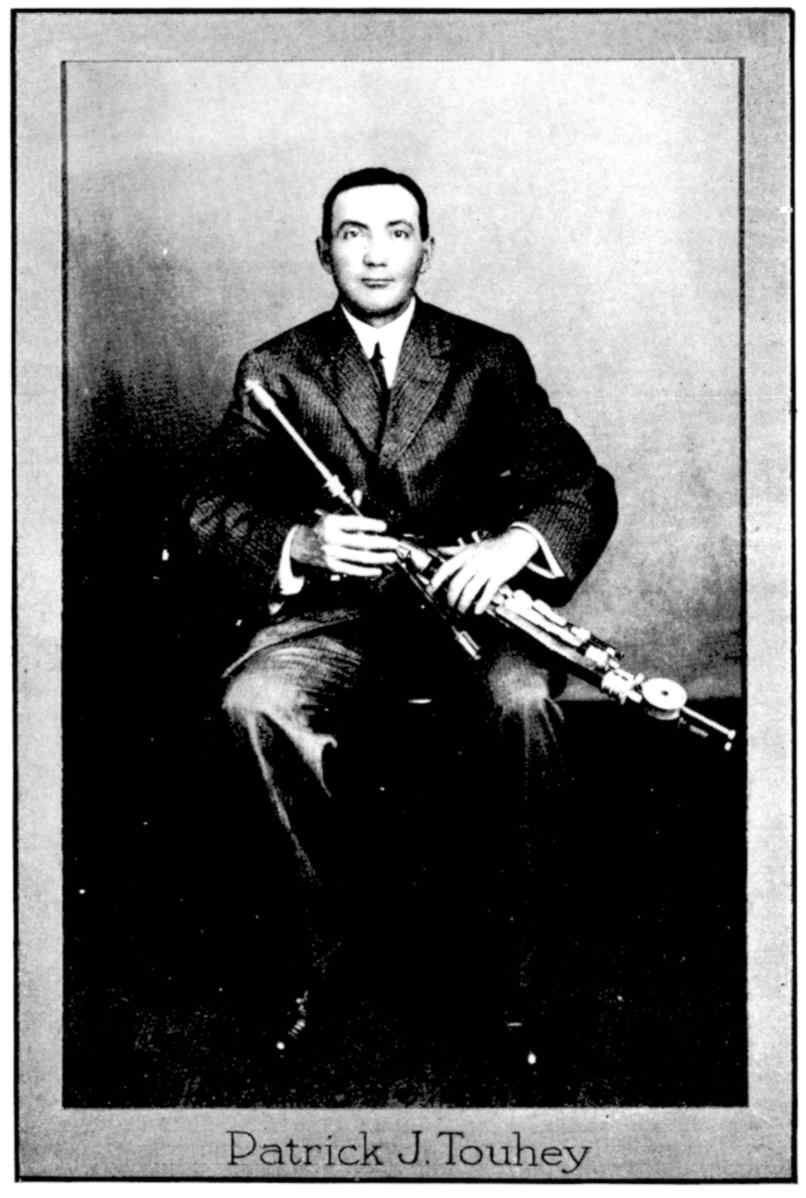
Touhey 1913

## Leven
Zijn vader James en zijn oom Martin waren bekende lokale spelers. Vader Touhey arrangeerde voor Patrick lessen bij Bartley Murphy uit County Mayo. De familie arriveerde rond 1868 in Boston. Op tienjarige leeftijd verloor Patsy zijn vader en een tijdje later legde hij zijn instrument opzij. 
In zijn jeugd kwam hij terecht in een Bowery Music Hall in New York, waar John Eagan, de Witte Piper van Galway, optrad. Geboeid door de virtuositeit van Eagan nam hij het instrument opnieuw op en onder leiding van Eagan en Billy Taylor uit Philadelphia werd hij al snel een topspeler.
Hij toerde door het oosten van de Verenigde Staten, waar veel mensen van Ierse afkomst woonden en Ierse theaters waren, met inbegrip van Jeremia Cohans Irish Hibernia, waar hij speelde voor de jonge tapdanser George M. Cohan en William Powers. Op de World's Columbian Exposition in 1893 in Chicago speelde hij bij het Ierse dorp, een van twee rivaliserende Ierse paviljoens, en werd later aangesteld voor de wereldtentoonstelling van 1904 in Saint Louis (de Louisiana Purchase Exposition). Hij speelde in vaudeville sketches, maakte grappen met zijn vrouw Mary en hun partner Charles Burke. De shows bevatte slapstick, flauwe grapjes, Ierse nostalgie, en een finale waarin Mary Touhey dansen uitvoerde. De korpschef van de politie in Chicago, Francis O'Neill, een prominente samensteller van Ierse dansnummers, noemde hem de geniale tovenaar van de Ierse pipers.
Touhey woonde in The Bronx, een stadsdeel van New York. Hij overleed op 10 januari 1923 en is begraven in St. Raymond's Cemetery in The Bronx.

## Speelstijl
Zijn innovatieve techniek en frasering, zijn reizen heen en weer door Amerika om te spelen bij verschillende gelegenheden en de gemaakte opnamen waren zeer invloedrijk voor de Iers-Amerikaanse pipers. Hij leverde een grote bijdrage aan de Amerikaanse stijl.
Touhey speelde linkshandig, en gebruikte een "pipes in D", een van de eerste die door de gebroeders Taylor in Philadelphia werd gemaakt. Bij de uitvoering van dansmuziek, speelde hij snel, maar week af van het strikte tempo hetgeen het karakter van de melodie moest uitbeelden. Hij gebruikte de regulators voor een syncope begeleiding, mogelijk onder invloed van de in zijn tijd populaire ragtime. Zijn muziek bevat legato passages die worden doorspekt met flitsende staccato techniek. Sommige bewaarde opnamen laten horen hoe vaak Touhey soepel overstapte van een jig naar een reel. Hij neemt het publiek stormenderhand, schreef kapitein O'Neill, zelfs indien deze bestaat uit verschillende nationaliteiten.
Zijn muziek is te horen op drie 78 toerenplaten geproduceerd door Victor in 1921: twee medleys van rollen en een van de mallen. Een vierde medley bestaande uit de Stack of Barley en andere hornpipes was opgenomen, maar worden niet vrijgegeven. Twee van zijn 78 toerenopnames kunnen worden gehoord over de twee cd's The Wheels of the World, die zich richt op de eerste opnames van Iers-Amerikaanse muzikanten.
Touhey had geen nakomelingen, maar een aantal leerlingen, waaronder Michael Carney en Michael Morris. Zijn stijl is te horen in het spel van veel anderen, van wie de meesten ofwel geboren zijn in of veel tijd in de Verenigde Staten doorbrachten, met inbegrip van Michael Gallagher, Paddy Lavin, Tom Busby, Tom Ennis, Hugh McCormick, Eddie Mullaney, Shannon en Joe Andy Conroy. Tom Busby was een schoonzoon en piper-leerling van Michael Carney en beschreef de stijl van deze pipers in diverse artikelen en brieven gedrukt in een Piobarie, de nieuwsbrief van Piobari Na Uillean.
Het is bekend dat Touhey de slow air Dark woman of the glen in Boston leerde van twee fiddlers die oorspronkelijk uit County Kerry kwamen: de oude Dan Sullivan en de jong gestorven Billy Hanafin. Er zijn twee wasrollen van Hanafin bewaard gebleven en één daarvan bevat deze air. Kenners hebben direct de overeenkomsten herkend tussen de stijl van Hanafin en de die van Mici Cumbaw (1846-1916), de laatste van de oude Kerry pipers, van wie ook twee wasrollen bewaard zijn gebleven. Nu is ook een versie van Touhey opgedoken en hij blijkt de karakteristieke fraseringen van Hanafin ten dele te hebben overgenomen. Een verschil zit in het gebruik van de C noot. Touhey gebruikt hiervoor een klep op de chanter en hij kan het karakteristieke shake geluid tussen B en C op de Hanafin-opname niet evenaren. Slow airs waren niet Touheys sterkste kant. Billy Hanafin is later - met les van Touhey - ook uilleann piper geworden, maar daarvan zijn geen opnamen bewaard gebleven.

## Discografie
Soloalbum
- "The Piping of Patsy Touhey" (2005)

Diverse artiesten waaronder Patsy Touhey
- "A New Dawn" (1999)
- "The Wheels of the World - Deel 1" (2000)
- "The Wheels of the World - Deel 2" (2000)
- "Farewell To Ireland" (2005)

- International Standard Name Identifier: 0000 0000 2568 2299
- Library of Congress Control Number: n86091891
- MusicBrainz: 182e9bcf-53a6-42d3-b97e-9bb190851569
- Virtual International Authority File: 72875145
- WorldCat: E39PBJqK7fjR46W8jc8VdGdfbd